# Sredec (gmina)
Sredec (bułg. Община Средец) – gmina we wschodniej Bułgarii, w obwodzie Burgas.

## Miejscowości
Miejscowości wchodzące w skład gminy Sredec:
- Belewren (bułg.: Белеврен),
- Beliła (bułg.: Белила),
- Bistrec (bułg.: Бистрец),
- Bogdanowo (bułg.: Богданово),
- Debełt (bułg.: Дебелт),
- Dulewo (bułg.: Дюлево),
- Dołno Jabyłkowo (bułg.: Долно Ябълково),
- Draczewo (bułg.: Драчево),
- Draka (bułg.: Драка),
- Fakija (bułg.: Факия),
- Golamo Bukowo (bułg.: Голямо Буково),
- Gorno Jabyłkowo (bułg.: Горно Ябълково),
- Graniczar (bułg.: Граничар),
- Granitec (bułg.: Гранитец),
- Kirowo (bułg.: Кирово),
- Kubadin (bułg.: Кубадин),
- Malina (bułg.: Малина),
- Momina cyrkwa (bułg.: Момина църква),
- Orlinci (bułg.: Орлинци),
- Prochod (bułg.: Проход),
- Pynczewo (bułg.: Пънчево),
- Radojnowo (bułg.: Радойново),
- Rosenowo (bułg.: Росеново),
- Sinjo kamene (bułg.: Синьо камене),
- Sliwowo (bułg.: Сливово),
- Sredec (bułg.: Средец) – siedziba gminy,
- Suchodoł (bułg.: Суходол),
- Swetlina (bułg.: Светлина),
- Trakijci (bułg.: Тракийци),
- Warownik (bułg.: Варовник),
- Wyłczanowo (bułg.: Вълчаново),
- Zagorci (bułg.: Загорци),
- Zornica (bułg.: Зорница).